# Zazárida (capitale paroissiale de Buchivacoa)
Pour les articles homonymes, voir Zazarida.
Zazárida est la capitale de la paroisse civile de Zazárida de la municipalité de Buchivacoa de l'État de Falcón au Venezuela.